# 3일간의 사랑
3일간의 사랑은 iTV 경인방송에서 방영되었던 토크 쇼이다.
1998년 가을개편 때 당시 여성 MC들이 남성 진행자들을 밀어내고 토크쇼 MC를 맡았던 트렌드에 맞춰 1998년 11월 23일부터 최화정 김원희가 3대 진행자로 투입됐지만 김원희는 같은 달 9일 시작된 SBS 월화드라마 《은실이》에서 양길례 역으로 나왔던 터라 "겹치기 출연"이란 지적을 샀다.
결국 1999년 1월 18일부터는 1998년 4월 20일부터의 시간대(월~수요일 밤 10시)에서 월~수요일 밤 10시 45분으로 조정됐지만 최화정이 1999년 9월 6일 월요일 같은 시간대 MBC 《백지연의 백야》에 게스트로 나와 "겹치기 출연"을 하여 비난을 샀으며 최화정은 같은 달 8일 방송분을 끝으로 빠졌고 후임으로는 손창민이 9월 13일부터 투입됐으나 1999년 12월 13일 SBS 월요일 동시간대  《이홍렬쇼》'참참참' 코너에 출연하여 따끔한 눈초리를 샀으며 이 탓인지 2000년 11월 7일부터 화~목요일 밤 8시 30분으로 조정됐고, 손창민은 2001년 2월 1일 방영분을 끝으로 물러났으며 홍록기가 같은 달 6일부터 손창민 후임으로 들어왔지만  결국 3월 29일 방송분을 끝으로 막을 내려야 했다.

## 역대 방송시간
| 방송 채널 | 방송 기간                        | 방송 시간                                               |
| --------- | -------------------------------- | ------------------------------------------------------- |
| iTV TV    | 1997년 10월 14일~1998년 4월 16일 | 화~목요일 밤 9:40~밤 10:40                              |
| iTV TV    | 1998년 4월 20일~1999년 1월 13일  | 월~수요일 밤 10:00~밤 10:55                             |
| iTV TV    | 1999년 1월 18일~2000년 10월 25일 | 월~수요일 밤 10:45~밤 11:40                             |
| iTV TV    | 2000년 10월 31일~2001년 3월 29일 | 화 ~ 목요일 밤 8:30~밤 9:30 화 ~ 목요일 밤 8:50~밤 9:40 |

## 역대 MC
- 1997년 10월 14일~1998년 1월 22일: 황신혜, 김승우
- 1998년 1월 27일~1998년 11월 18일: 차인표, 박철
- 1998년 11월 23일~1999년 9월 8일: 최화정, 김원희
- 1999년 9월 13일~2001년 2월 1일: 손창민, 김원희
- 2001년 2월 6일~2001년 3월 29일: 홍록기, 김원희